# Asciburgium
Asciburgium was een Romeinse garnizoensplaats in het Duitse Asberg, een stadsdeel van Moers. Er zijn vijf verschillende bouwfases van het castellum teruggevonden. Ook zijn er een burgus, vicus, haven en grafvelden aangetroffen.

## Vijf castella
Het eerste fort werd in 12/11 v.Chr. gebouwd door generaal Drusus. Dit fort had een oppervlakte van circa 1,5 ha. Rond het begin van de jaartelling werd het fort vervangen door een nieuw fort met een sterkere omwalling en een oppervlak van circa 1,7 ha. Dit fort werd in 9 n.Chr. verder versterkt.
Het derde fort werd in 16/17 n.Chr. gebouwd en was ook weer iets groter dan zijn voorganger. Er zijn resten gevonden van bebouwing binnen de muren, zoals een principia, praetorium, een werkplaats en soldatenbarakken.
In het fort verbleef een eenheid van de infanterie. Deze werd in de jaren 40 vervangen door de cavalerie. Omdat deze legereenheid meer ruimte nodig had, is het oude fort afgebroken en werd er een nieuw fort aangelegd. Waarschijnlijk is dit fort verwoest tijdens de Bataafse Opstand in 69 n.Chr.
Het vijfde fort werd rond 70 n.Chr. aangelegd tijdens de regering van keizer Vespasianus. Met een afmeting van 148 x 160 m en ruim 2,3 ha binnenruimte was dit het grootste fort. Rond 83/85 werd het echter weer verlaten. De Rijn verplaatste zich namelijk steeds verder oostwaarts, waardoor het fort zijn strategische positie verloor. Tevens was de legereenheid van Asciburgium nodig voor de oorlog tegen de Chatten, waardoor zij nu werd gestationeerd in de regio Wetterau. Omdat het toch van belang was de monding van de Ruhr te kunnen controleren, werd eind 1e eeuw bij het nabijgelegen Werthausen een nieuwe, kleine versterking gebouwd. Dit kleine fort heeft tot midden 3e eeuw bestaan.

## Vicus
Asciburgium kende ook een vicus, oftewel een civiele nederzetting. Deze lag aan de limesweg die Keulen met Xanten verbond. Bij het fort had zich in de 1e eeuw de vicus ontwikkeld met woningen, werkplaatsen en kroegen. Waarschijnlijk was de nederzetting ook omgeven door een gracht en een eenvoudige omwalling. Vóór de verwoesting in de Bataafse Opstand telde Asciburgium rond de 1500 inwoners.
Met de bouw van het vijfde fort werd ook de vicus herbouwd. Toen het castellum werd verlaten bleef de nederzetting bestaan en ontwikkelde zich als een straatdorp van circa 400m lang. Eind 2e eeuw werd het gebied echter getroffen door aanvallen van Germaanse stammen, waarna de vicus is verdwenen. Er zijn wel resten gevonden van een wegstation uit de 3e eeuw waar de beneficarius (een soort politiedienst) verbleef.
Asciburgium beschikte ook over een haven, maar door de verschuiving van de Rijnbedding en de overplaatsing van het garnizoen is deze rond 90 n.Chr. verlaten. 

## Burgus
Het zesde en tevens laatste fort is gebouwd tussen 369-371 n.Chr. In de voorgaande jaren teisterden Franken en Alemannen de grensregio. Keizer Valentinianus I startte daarom met een omvangrijk bouwprogramma van forten, waaronder een burgus te Asciburgium, om de grens beter te kunnen beschermen. De nieuwe burgus werd gebouwd in de zuidoosthoek van het oude castellum en bestond uit een woontoren van circa 18 x 12 m, een ringmuur en een gracht. De ringmuur was circa 1 m dik en had waarschijnlijk acht torens. In de 5e eeuw verliet het Romeinse leger de Rijngrens en ook de burgus Asciburgium werd verlaten. 

## Trivia
De Romeinse schrijver Tacitus vermeldt in zijn Historiae dat Asciburgium mogelijk zou zijn gesticht door Odysseus.